# カカドゥ国立公園
カカドゥ国立公園（Kakadu National Park）はノーザンテリトリーにあるオーストラリアの国立公園の一つ。ユネスコの世界遺産（複合遺産）に登録されている。4万年以上前から人が住んだ形跡があり、壁画が残されている、文化的意義と固有の動物や、氾濫原などを有する環境的意義両方を有する国立公園である。重要野鳥生息地。

## 概要
この公園の名前になっているカカドゥの名前はガーグジュ語と呼ばれるオーストラリア先住民（アボリジニ）の言語の一つである。現在ではこの言語を話す民族集団は消滅したが、この民族集団の子孫は現在でもカカドゥに住んでいる。
公園内の気候は、大きく分けて雨期と乾期の二つに分かれる。雨期（10月 - 4月）は観光が不可能になるが、乾期（5月 - 9月）には可能になる。また特に先住民であるビニンジ、ムングイはこの公園における季節を以下の6つに分けている。
- グヌメレン（Gunumeleng） - 10月中旬から12月下旬。モンスーン季節の前期。気候は暑く午後に雷を伴った嵐が吹く。
- グジューグ（Gudjewg） - 1月から3月。モンスーンの季節。雷を伴った嵐が吹き多雨。洪水が起こる。この時期における温度と湿気は生物の育成に不可欠である。
- バンガレン（Banggerreng） - 4月。 洪水が起こり、強い風が草をなぎ倒す。
- イェッゲ（Yegge） - 5月から6月中旬。湿度は低く気候的には涼しい。先住民の人々は「国をきれいにする」ため一部の土地を焼き払い放牧を開始する。
- ワールゲン（Wurrgeng） - 6月中旬から8月中旬。比較的寒い時期で気候も乾燥している。小川の水はなくなり、氾濫が止まる。
- ガールン（Gurrung） - 8月中旬から10月中旬。暑く乾燥した季節。

また、この地域は先住民の文化と密接に関連した地域であるため、この公園は自然を見せるだけでなく、先住民の文化にも触れることの出来るユニークな国立公園でもある。独特の自然景観を持つイエロー・ウォーター・ビラボン（Yellow Water Billabong）のみでなく公園内には先住民の岩壁画などを見ることが出来る。
一帯にはサバナ、疎林、氾濫原、マングローブ、干潟、沿岸帯、雨緑林など多様な生態系がある。イリエワニ、カンガルー、シロアリ、ドロバチ、カエル、魚類、水鳥などが生息しており、1980年にラムサール条約登録地となった。ただし、外来種のブラックミモザ、オオサンショウモ、スイギュウ、オオヒキガエルなどの侵入は公園内の生態系に影響を及ぼすため、オーストラリア政府は監視、除去などの対策を講じている。

### 岩壁画

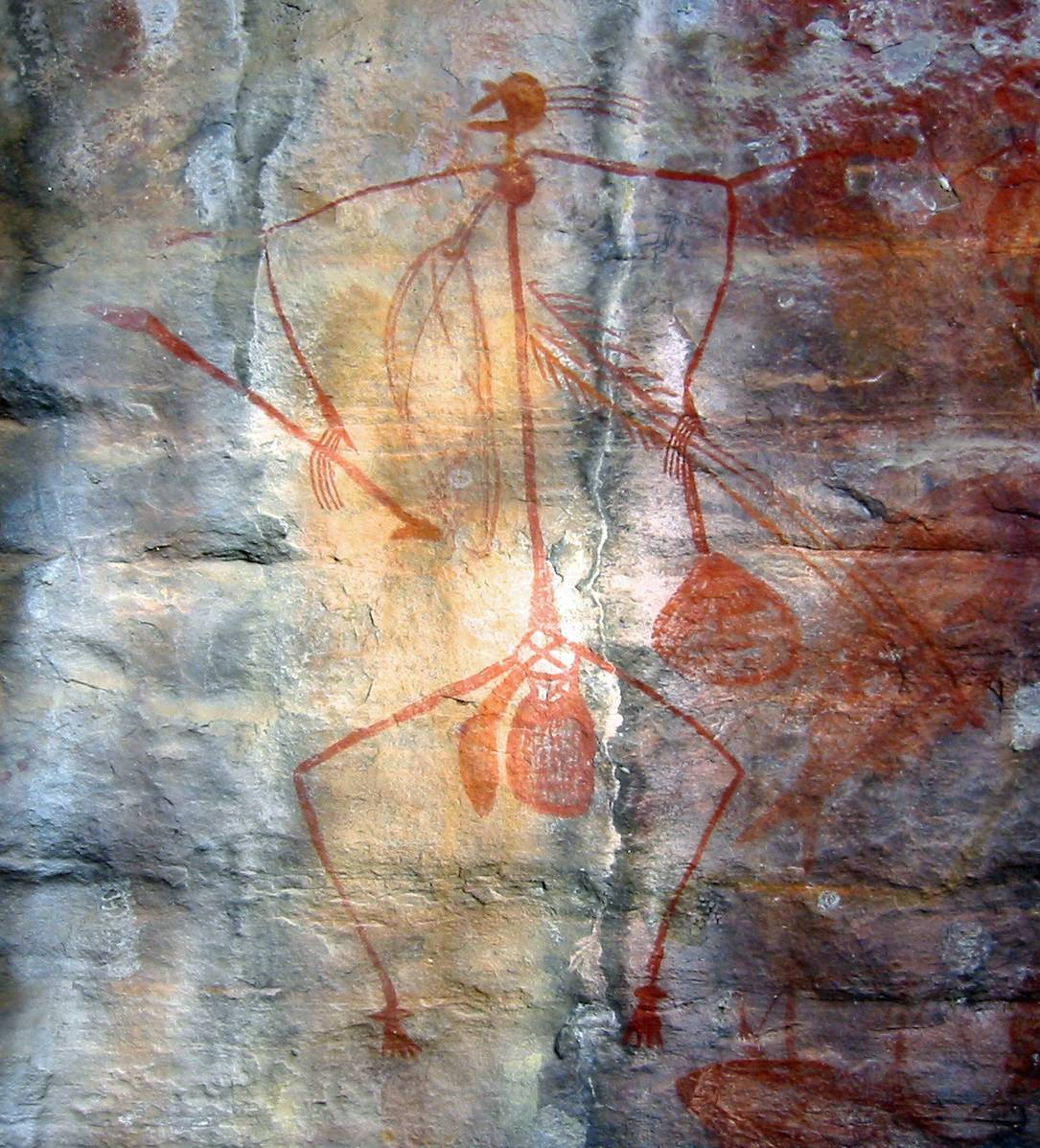
カカドゥの壁画

先住民の描いた壁画が、このカカドゥ公園内に3000以上発見されている。描かれた絵は、時代によってモチーフ・技法が異なっているが、中でも有名なのは、レントゲン技法で描かれた壁画である。
レントゲン技法で描かれたものは、主に紀元前5000年以降のもので、淡水魚やカメ、カンガルーの骨格や内臓が表現されている。

### ウラン開発
カカドゥ国立公園の地中には大規模なウラン鉱床があり、日豪ウラン資源開発などにより世界遺産登録と同時期に掘削が始まった。掘削に伴う景観破壊や放射能汚染による環境破壊を危惧し、1998年の世界遺産委員会で遺産の資源利用問題として議題に取り上げられ、場合によっては危機遺産指定も検討された経緯がある。以後、核心地域での掘削は中断されたが、緩衝地帯での掘削は続けられており、ユネスコの世界遺産センターは現在もモニタリングを継続している。

### ワニ川

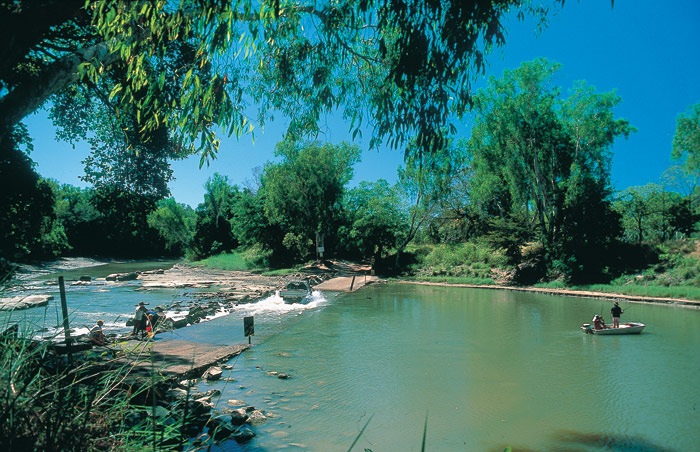
東アリゲーター川の横断路カーヒルズ・クロッシング

公園内を流れる4本の主要な川のうち、3本がアリゲーター・リバー（ワニの川）の名を持つ（East Alligator River、West Alligator River、South Alligator River）。棲息しているのはクロコダイルだが、1820年に当地を探検した最初の西洋人フィリップ・パーカー・キングがアリゲーターと誤認したためその名になったと言われる。川を渡る横断路があるが、ワニに襲われる事故も多発している。

## 登録基準
この世界遺産は世界遺産登録基準のうち、以下の条件を満たし、登録された（以下の基準は世界遺産センター公表の登録基準からの翻訳、引用である）。
- (1) 人類の創造的才能を表現する傑作。
- (6) 顕著で普遍的な意義を有する出来事、現存する伝統、思想、信仰または芸術的、文学的作品と直接にまたは明白に関連するもの（この基準は他の基準と組み合わせて用いるのが望ましいと世界遺産委員会は考えている）。
- (7) ひときわすぐれた自然美及び美的な重要性をもつ最高の自然現象または地域を含むもの。
- (9) 陸上、淡水、沿岸および海洋生態系と動植物群集の進化と発達において進行しつつある重要な生態学的、生物学的プロセスを示す顕著な見本であるもの。
- (10) 生物多様性の本来的保全にとって、もっとも重要かつ意義深い自然生息地を含んでいるもの。これには科学上または保全上の観点から、すぐれて普遍的価値を持つ絶滅の恐れのある種の生息地などが含まれる。